# Caraphia granulifera
Caraphia granulifera là một loài bọ cánh cứng trong họ Cerambycidae.